# Oliver Matz
Oliver Matz (* 31. März 1962 in Rostock) ist ein deutscher Ballett-Tänzer und war Direktor der Tanz-Akademie Zürich.

## Leben
Oliver Matz stammt aus Rostock. Er erhielt seine Ballettausbildung bei Martin Puttke an der Staatlichen Ballettschule Berlin. 1980 wurde er an die Deutsche Staatsoper Berlin verpflichtet, wo er 1985 Solotänzer und zwei Jahre später Erster Solotänzer wurde. Mit seiner Tanzpartnerin und späteren Ehefrau Steffi Scherzer bildete er das „unbestrittene Traumpaar des Berliner Balletts“ (Der Tagesspiegel).

## Choreografen und Rollen
Besonders prägend war die Rollenarbeit mit Mikhail Baryshnikov, Rudolf Nurejew und Patrice Bart. Sein Repertoire beinhaltete die Hauptpartien klassischer Ballette wie Dornröschen, Schwanensee, Der Nussknacker, Giselle, La Bayadère, La Sylphide, Raimonda sowie Titelpartien von Spartacus und Macbeth. Zu seinem Balanchine-Repertoire gehörten Der verlorene Sohn, Apollon musagète, Sinfonie in C, Thema und Variationen sowie Die vier Temperamente. Besonders bekannt wurde er für seine Interpretationen der John-Cranko-Ballette Onegin und Der Widerspenstigen Zähmung.
Maurice Béjart kreierte für ihn die Rolle des Kolonialisten, des Japaners und des Chefs für die Uraufführung von Apropos Scheherazade; in Béjarts Ballett-Krimi Le Concours war er der Detektiv. In Roland Petits Dix oder Eros und Tod war er im Pas de deux Crime passionnelle zu sehen. In Pierre Lacottes romantischem Ballett Le Lac des fées tanzte er die Rolle des Theobald und war in Die Welt der Ballets Russes als Faun in der Rekonstruktion von Waslaw Nijinskis L’Après-midi d’un faune zu sehen. Patrice Bart choreografierte seine Interpretation von Schwanensee, Nussknacker und Verdiana.
In der Fernsehproduktion Don Quixote trat er mit dem Finnischen Staatsballett auf. Für France 3 wurde das Grand Pas de Deux Don Quixote zusammen mit Steffi Scherzer aufgezeichnet. 1998 interpretierte er die Rolle des Prinzen Siegfried und 1999 die Rolle des Drosselmeier in der Fernseh- und Kino-Live Übertragung von Schwanensee und Der Nussknacker in der Inszenierung von Patrice Bart unter der musikalischen Leitung von Daniel Barenboim. Von diesen beiden Produktionen wurden DVDs veröffentlicht.

## Gastauftritte
1988 gastierte Matz an der Metropolitan Opera als Basilio in Don Quixote. In dieser Rolle trat er auch mehrfach beim Royal Ballet in London auf.
Weitere Engagements hatte er an der Mailänder Scala, u. a. in Nurejews Schwanensee, und war ständiger Gasttänzer des Bayerischen Staatsballetts in Die Große Fuge, Schwanensee, Don Quixote, La Sylvide sowie in John Crankos Balletten Der Widerspenstigen Zähmung als Petruccio und in Onegin in der Titelrolle. Er gastierte ebenfalls regelmäßig beim Stuttgarter Ballett. 1995 und 1997 wurde er zum World Ballet Festival nach Japan eingeladen.
Internationale Gastspiele und Galaveranstaltungen führten ihn u. a. nach Moskau, Warschau, London (Covent Garden), Rio de Janeiro, New York (Metropolitan Opera, Lincoln Center), San Diego, Athen, Mailand, Toronto, Tokio, Marseille, Helsinki, Sevilla und Peking.
Zu seinen Partnerinnen zählten neben Steffi Scherzer u. a. Eva Evdokimova, Isabelle Guérin, Sylvie Guillem, Evelyn Hart, Margaret Illmann und Alessandra Ferri.

## Nachleben
2004 beendete Matz seine künstlerische Laufbahn und erhielt die Ehrenmitgliedschaft der Deutschen Staatsoper Berlin. Bis 2007 hatte er die Leitung des Departement Tanz an der Hochschule Musik und Theater Zürich (ZHdK) inne, die im gleichen Jahr in der Zürcher Hochschule der Künste aufging. 2005 gründete Matz mit Steffi Scherzer die angesehene Tanzakademie Zürich, eine der Hochschule ZHdK angegliederte Ballettschule. In einer Recherche unter Absolventinnen und Absolventen der Akademie wurde 2022 behauptet, dass an der Hochschule eine auf Angst und Erniedrigung gegründete Schreckensherrschaft errichtet wurde. Ballettschüler und Ballettschülerinnen seien von den Lehrpersonal über Jahrzehnte hinweg gedemütigt und gemobbt worden. Die ZHdK richtete eine Administrativuntersuchung ein, um die Vorwürfe zu untersuchen. Oliver Matz und die Hochschule haben sich einvernehmlich auf eine vorübergehende Einstellung im Amt verständigt. Die Hochschule erklärte, dass damit dem Ergebnis Administrativuntersuchung nicht vorgegriffen wird. Matz erklärte, dass er die Entscheidung schweren Herzens getroffen habe, um die Institution zu schützen und damit sich die Schüler und Schülerinnen auf ihre Ausbildung konzentrieren können. Die Administrativunterschung wurde im Januar 2024 abgeschlossen und hat die Vorwürfe nicht bestätigt. Die Administrativuntersuchung der Ballettausbildung an der Tanz Akademie Zürich (taZ) kommt zum Schluss, dass die Schule ihre Fürsorgepflicht gegenüber den Schülerinnen und Schülern weitgehend gewahrt hat.

## Preise und Ehrungen
- Deutscher Jugendkunstpreis
- 1983: Bronzemedaille beim Internationalen Ballettwettbewerb in Varna/Bulgarien
- 1983: Erster Preis beim nationalen Ballettwettbewerb der DDR
- 1984: Goldmedaille beim Internationalen Ballettwettbewerb in Helsinki
- 1986: Goldmedaille beim Internationalen Ballettwettbewerb in Jackson/USA
- 1989: Ernennung zum Berliner Kammertänzer[11]
- 1984/85: Kritikerpreis für die Titelrolle in Macbeth
- 1987/88: Kritikerpreis für die Rolle des Albrecht in Giselle
- 1990: Kritikerpreis für die Titelrolle in John Crankos Onegin (mit dem Bayerischen Staatsballett)
- 1991: Kritikerpreis für die Rolle des Basilio in Don Quixote (mit dem Bayerischen Staatsballett)
- 1995: Ehrentitel Berliner Kammertänzer für seine künstlerischen Verdienste[1]